# Cantón de Briey
El cantón de Briey era una división administrativa francesa, que estaba situada en el departamento de Meurthe y Mosela y la región de Lorena.

## Composición
El cantón estaba formado por nueve comunas:
- Anoux
- Avril
- Briey
- Jœuf
- Lantéfontaine
- Les Baroches
- Lubey
- Mance
- Mancieulles

## Supresión del cantón de Briey
En aplicación del Decreto nº 2014-261 de 26 de febrero de 2014, el cantón de Briey fue suprimido el 22 de marzo de 2015 y sus 9 comunas pasaron a formar parte del nuevo cantón de País de Briey.